# Amphitantulus harpiniacheres
Amphitantulus harpiniacheres is een kreeftachtigensoort uit de familie van de Deoterthridae. De wetenschappelijke naam van de soort is voor het eerst geldig gepubliceerd in 1993 door Boxshall & Vader.